# Matilde Bajer
Pauline Matilde Theodora Bajer, født Schlüter (født 4. januar 1840 på Frederikseg, Herlufmagle Sogn, død 4. marts 1934 i København) var en dansk kvindesagsforkæmper og pacifist.

## Familie og opvækst
Matilde var datter af godsejer Philip Wilhelm Schlüter (1811-1880) og Pauline Cathrine Gäthgens (1813-1906).

## Kvindesagen
Hun var i 1871 medstifter af Dansk Kvindesamfund og dets første formand.
I 1885 stiftede hun Kvindelig Fremskridtsforening med Elisabet Ouchterlony og hun grundlagde i 1906 Danske Kvinders Fredsforening sammen med Sophie Alberti. Matilde deltog i kvindetogets delegation til Amalienborg I sit internationale arbejde støttedes hun økonomisk af Priscilla Hannah Peckover.

## Fredsbevægelsen
Matilde var medlem af Dansk Fredsforening fra starten af denne. Hun blev i 1914 æresmedlem af Ungdomsforeningen Pax og i 1915 medlem af Danske Kvinders Fredskæde. Hun blev i 1917 nægtet indrejsetilladelse til i Tyskland på grund af sit arbejde for fredssagen.
Hun var Danske Kvinders Nationalråds repræsentant i the International Council of Women’s Peace Committee, og var samtidig vicepræsident i Alliance universelle des femmes pour la paix (Ligue des femmes pour le Désarmament).
I 1931 modtog Matilde Bajer Fortjenstmedaljen i guld for sit kvinde- og fredsarbejde.

## Ægteskab og børn
Hun blev gift med pacifisten og folketingsmedlem Fredrik Bajer og fik med ham 6 børn: Alfred (1870), Sigrun Elisabeth (1872), Ragnhild (1874), Tordis (1877), Gunnar (1879), Frode (1880).
Danske fredsorganisationer og danske kvindeorganisationer rejste 1923 i Fælledparken et af billedhuggeren Einar Utzon-Frank udført mindesmærke for Frederik og Mathilde Bajer. Mindesmærket er siden flyttet til Amorparken lige ved Fredrik Bajers Plads.